# Нургуш (заповедник)
Государственный природный заповедник «Нургуш» — особо охраняемая природная территория федерального значения, организован 25 мая 1994 года и имеет площадь 23 449,7 га. В состав заповедника входят два участка: «Нургуш» и «Тулашор», удалённые друг от друга на расстояние 370 км.

## Расположение и состав

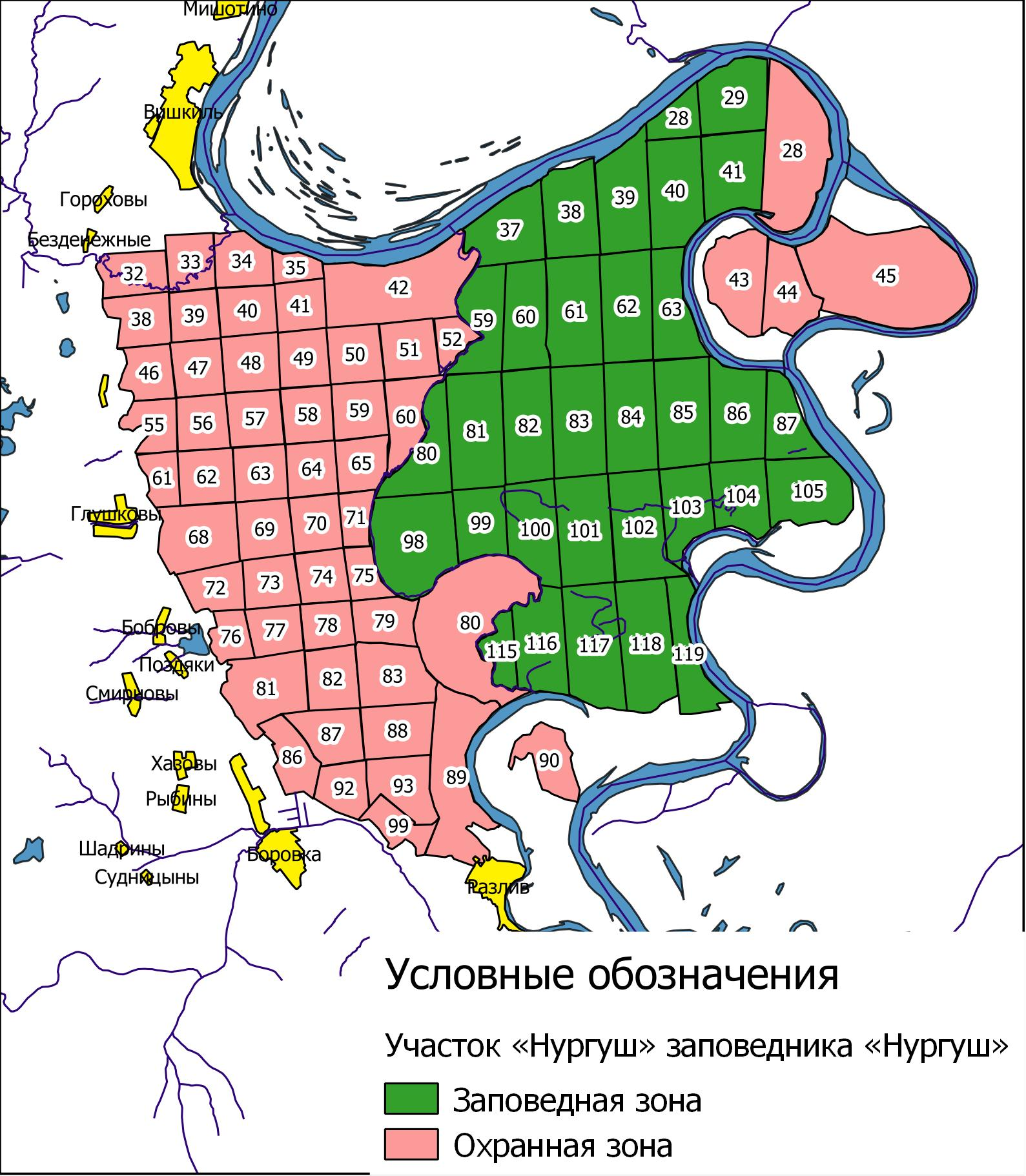
Карта участка «Нургуш» заповедника «Нургуш»

### Участок «Нургуш»
Участок «Нургуш» площадью 5634,2 га расположен в Котельничском районе Кировской области. Он создан для охраны пойменных комплексов реки Вятки: многочисленных озёр и хвойно-широколиственных лесов. Озёра заповедника облюбовали искусные строители — бобры. Весной долина реки служит одним из маршрутов пролёта птиц. Символ и гордость заповедника — скопа, изображённая на эмблеме заповедника. С севера и востока граница проходит по урезу р. Вятки, с запада — по притеррасной реке Прость проходит граница охранной зоны площадью 7999 га.

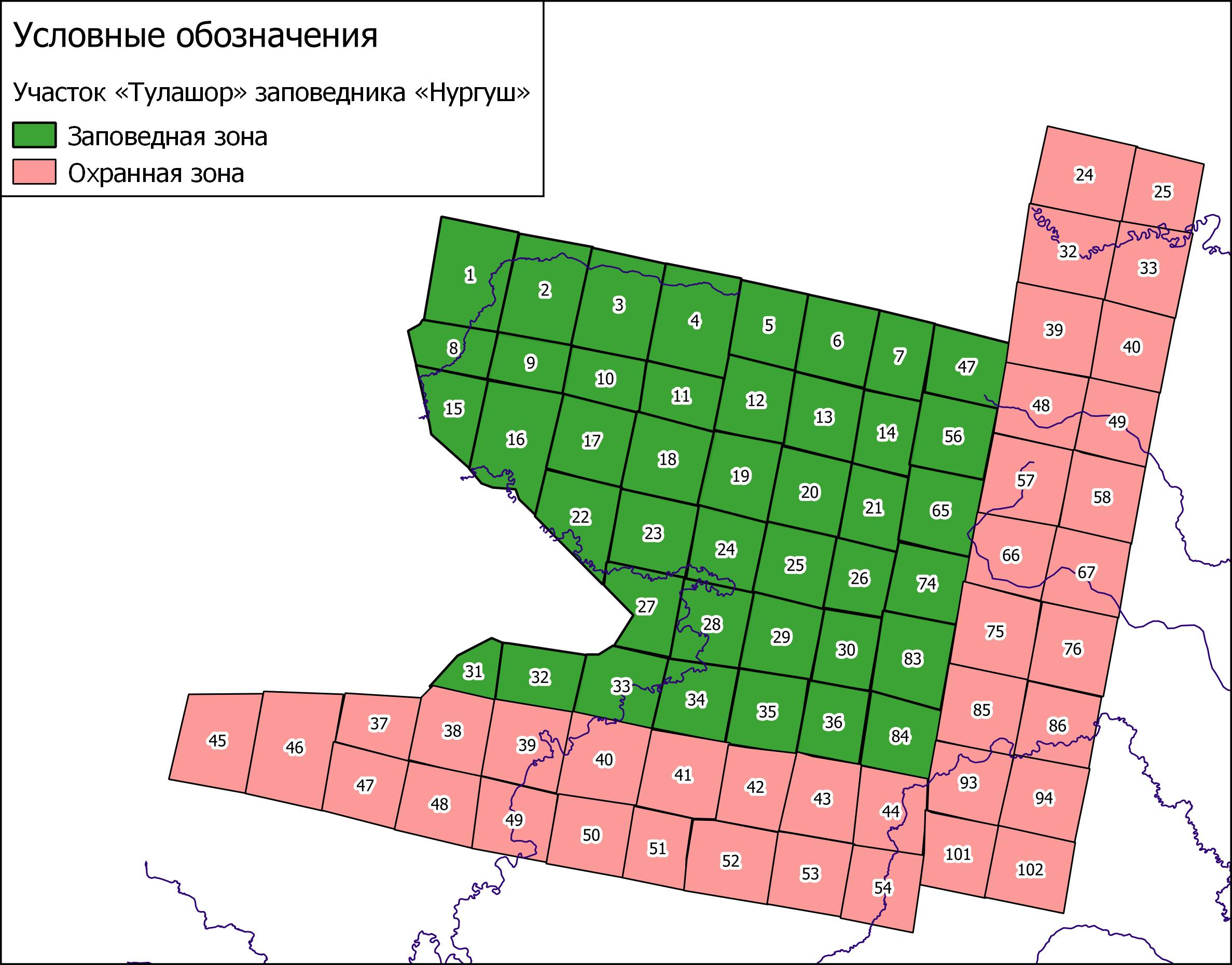
Карта участка «Тулашор» заповедника «Нургуш»

### Участок «Тулашор»
Это самый южный из сохранившихся массивов старовозрастных лесов в Европе, представленный спелыми и перестойными ельниками и смешанными лесами, находящимися на разных стадиях возрастной динамики. За последние несколько столетий лес здесь ни разу не рубился. Кроме того, это одна из мало нарушенных лесных территорий европейского севера России, практически не затронутая хозяйственной деятельностью. В 1973 году Б. П. Колесниковым и Л. В. Поповым этот участок был предложен в качестве эталона средней тайги на востоке европейской части России. Участок «Тулашор» расположен на северо-западе Нагорского района Кировской области на границе с республикой Коми и имеет площадь 17 815,5 га. С 5 июля 1994 года территория охранялась в качестве ландшафтного заказника «Тулашорский», а 17 марта 2010 года присоединён к заповеднику. В 2013 году создана охранная зона участка «Тулашор» на площади 17600 га.

## История

заповедника «Нургуш»

До Октябрьской революции года земли, на которых сейчас располагается участок «Нургуш», принадлежали частным лесопромышленникам Глушкову и Лаптеву. После 1917 года данная территория была национализирована. В 1922—1923 годах озера Нургуш, Кривое и Чёрное сдавались в аренду коммунальной артели для рыбной ловли.
В 1920—1921 годах обследование растительности Глушковской и Лаптевской лесных дач провел сотрудник Вятского краеведческого музея Владимир Алексеевич Поварницын (1899—1962).
В 1935 году Глушковская лесная дача площадью 6890 га передавалась в пользование Боровскому совхозу.
В 1951 году силами организации «Заготживсырье» на территории Глушковской дачи было выпущено для акклиматизации 88 особей ондатры, завезенной из Омутнинского охотхозяйства.
В 1952 году в «Нургуш» обследовала экспедиция под руководством Александра Дмитриевича Фокина (1879—1981), задачей которой было изучение природных условий для последующего выпуска здесь бобра и енотовидной собаки. На основании материалов этой экспедиции, решением Кировского облисполкома от 8 декабря 1952 года учреждён Нургушский комплексный охотничий заказник.
В 1954 году произведены выпуски 90 особей енотовидной собаки и 15 пар бобра, а в 1959 году — выпущено 98 особей выхухоли, привезённых из Окского заповедника Рязанской области.
В 1960 году заказник «Нургуш» передан из ведения «Заготживсырье» при облпотребсоюзе в подчинение Госохотинспекции. Заказник долгие годы служил опытной базой ВНИИ охотничьего хозяйства и звероводства им. Б. М. Житкова. На его территории проводились работы по акклиматизации ондатры, енотовидной собаки, а также реакклиматизации выхухоли и речного бобра.
В 1960 году А. Д. Фокиным был составлен «Проект организации Нургушского заповедника Кировской области» на площади 66,6 км².
Постановлением Правительства Российской Федерации от 25 мая 1994 № 529 был создан заповедник «Нургуш».

## Физико-географическая характеристика

### Климат
Климат участка «Нургуш» умеренно континентальный с холодной многоснежной продолжительной зимой, умеренно тёплым коротким летом, с неустойчивой по температуре и осадкам погодой. Средняя годовая температура воздуха составляет +2,5°С, годовая амплитуда температур — 33,3°С. Средняя температура воздуха самого теплого месяца (июля) +18,1°С, а самого холодного (января) −13,2°С. Средняя продолжительность безморозного периода около 120 суток. Средняя дата последнего весеннего заморозка 22 мая, а первого осеннего — 20 сентября. Большая часть осадков выпадает преимущественно в июле и августе. Годовая сумма осадков составляет 605 мм. Ближайшая метеостанция располагается в городе Котельниче.
| Показатель | Янв.  | Фев.  | Март  | Апр.  | Май  | Июнь | Июль | Авг. | Сен. | Окт.  | Нояб. | Дек.  | Год   |
| --- | ----- | ----- | ----- | ----- | ---- | ---- | ---- | ---- | ---- | ----- | ----- | ----- | ----- |
| Абсолютный максимум, °C | 2,2   | 4,8   | 11,6  | 26,9  | 30,6 | 34,2 | 34,5 | 33,6 | 30,5 | 22,7  | 8,8   | 13,3  | 34,5  |
| Средняя температура, °C | −13,2 | −12,2 | −4,8  | 3,7   | 10,8 | 15,8 | 18,1 | 15,3 | 9,4  | 2,4   | −4,7  | −10,3 | 2,5   |
| Абсолютный минимум, °C | −43,8 | −42,8 | −33,3 | −22,6 | −7,8 | −2,4 | 3,0  | −0,7 | −6,7 | −17,4 | −32   | −49,4 | −49,4 |
| Норма осадков, мм | 39    | 30    | 27    | 32    | 51   | 68   | 88   | 61   | 61   | 60    | 48    | 41    | 605   |
| Источник: Переведенцев Ю. П., Френкель М. О., Шаймарданов М. З. Современные изменения климатических условий и ресурсов Кировской области. Казань: Изд-во Казанского государственного ун-та, 2010. 242 с. |       |       |       |       |      |      |      |      |      |       |       |       |       |

Участок «Тулашор» характеризуется средней годовой температурой + 1,6°С. Минусовые температур отсутствуют только в июле. Большая часть осадков выпадает с апреля по октябрь. Средняя дата установления устойчивого снежного покрова — 7 ноября. Средняя глубина снежного покрова — 58 см. Продолжительность снежного периода равна 175 дням. Средняя дата схода снега — 22 апреля. Ближайшая метеостанция располагается в поселке Опарино.
| Показатель | Янв.  | Фев.  | Март  | Апр.  | Май  | Июнь | Июль | Авг. | Сен. | Окт.  | Нояб. | Дек.  | Год   |
| --- | ----- | ----- | ----- | ----- | ---- | ---- | ---- | ---- | ---- | ----- | ----- | ----- | ----- |
| Абсолютный максимум, °C | 2,4   | 4,4   | 13,6  | 26,6  | 29,5 | 33,0 | 33,3 | 31,5 | 28,8 | 22,0  | 7,3   | 3,3   | 33,3  |
| Средняя температура, °C | −14   | −12,1 | −4,7  | 2,7   | 9,3  | 14,5 | 16,6 | 13,9 | 8,3  | 1,5   | −5,7  | −11   | 1,6   |
| Абсолютный минимум, °C | −46,8 | −42,1 | −32,9 | −26,9 | −7,4 | −4,3 | 1,3  | −1,5 | −5,6 | −17,4 | −35,5 | −46,4 | −46,8 |
| Норма осадков, мм | 40    | 31    | 31    | 38    | 62   | 73   | 81   | 76   | 61   | 66    | 53    | 45    | 657   |
| Источник: Переведенцев Ю. П., Френкель М. О., Шаймарданов М. З. Современные изменения климатических условий и ресурсов Кировской области. Казань: Изд-во Казанского государственного ун-та, 2010. 242 с. |       |       |       |       |      |      |      |      |      |       |       |       |       |

### Рельеф и геологическое строение
Рельеф участка «Нургуш» равнинный. В пойменной части имеются множеств грив и межгривных понижений. Абсолютные высоты над уровнем моря около 90 м. Относительные высоты — над меженным уровнем реки составляют 5—6 м. Территория заповедника представляет собой пойменные террасы, которые сформированы аллювиальными отложениями из песков с гравием и галькой в основании и перекрытые сверху суглинками. Большая часть охранной зоны занята аллювиальными отложениями первой надпойменной террасы, поверхность которых сложена песками и суглинками с гравием и песчаными отложениями в основании. Подстилающие породы состоят из алевритов, глин, песков, мергелей, известняка, песчаника и конгломератов, относящиеся к Норпаловской свите Татарского яруса верхнепермских отложений. Территория участка «Тулашор» представляет собой всхолмленную равнину на южном склоне Северных Увалов. Гряды моренно-ледниковых холмов вытянуты в широтном направлении. Преобладающие высоты составляют 180—215 м над уровнем моря. Территория подвергалась оледенению в Днепровский и Московский периоды. Ледники оставили в плотных породах сглаженные холмы и образовали долины и котловины в более рыхлых породах.

### Гидрография
Гидрографическая сеть участка «Нургуш» представлена рекой Вяткой, которая протекает по северной, восточной и южной границам заповедника на протяжении около 40 км и образует на этом участке крупную излучину. Западную границу формирует притеррасная река Прость. На территории заповедника текут мелкие речки Рель, Хмелевка, Простка, Березовка и Крутец и многочисленные ручьи. В пределах заповедника насчитывается более 84 пойменных озёр, крупнейшими из которых являются Чёрное, Кривое и Нургуш. Участкок «Тулашор» располагается в бассейне лесной извилистой реки Фёдоровки. Течение реки медленное, ширина составляет от 10 до 20 м. Некоторые притоки в летний период пересыхают. Озера представлены только мелкими старицами р. Фёдоровки. Грунтовые воды залегают на глубине от 0,5 до 8 м.

### Флора и растительность
Участок «Нургуш» расположен в Нижнеунжинско-Ветлужском геоботаническом округе подзоны южной тайги. Леса занимают 72 % территории. Наиболее распространёнными типами лесов являются берёзовые, осиновые, черноольховые леса и заросли ивняков. Четверть территории покрыта хвойными породами. Участок «Тулашор» располагается в северной части южной темнохвойной тайги в Евразиатской таёжной области, на границе двух подпровинций: Валдайско-Онежской и Камско-Печорско-Западноуральской, относящихся к Среднеевропейской и Урало-Западносибирской таёжным провинциям соответственно. Лесная растительность представлена берёзово-осиновыми и елово-берёзово-осиновыми лесами. Наиболее крупные массивы площадью до 300 и более га образуют ельники черничные и кисличные. В них преобладают старовозрастные деревья возрастом 120—130 лет. На территории заповедника и его охранной зоны установлено произрастание 663 видов сосудистых растений, 149 видов мохообразных, 572 вида внутривидовых таксонов пресноводных и 120 видов почвенных водорослей, 94 вида лишайников, 32 вида миксомицетов, 442 вида грибов, из них трутовых — 269 видов.

### Фауна и животный мир
Подзона южной тайги обогащает фауну таёжными представителями, а интразональный характер растительности поймы обусловливает появление южных видов. Фауна заповедника насчитывает свыше 2600 видов беспозвоночных, относящихся к 13 типам и 27 классам (149 видов нематод, 52 вида моллюсков, 175 видов пауков, более 2000 видов насекомых). Позвоночные животные представлены 33 видами рыб, 9 видами амфибий, 6 видами рептилий, 208 видами птиц, 54 видами млекопитающих. Эндемичным видом участка «Нургуш» является паук-балдахинник — Centromerus nurgush Tanasevitch et Esyunin, 2013, найденный и описанный к. б. н. А. В. Танасевичем и д. б. н. С. Л. Есюниным.

## Охрана биоразнообразия
В настоящее время в заповеднике «Нургуш» встречается 29 видов, включённых в Красные книги Российской Федерации (2001, 2008) и 100 видов — в Красную книгу Кировской области (2014). Это 17 видов сосудистых растений, 5 видов мхов, 4 вида лишайников, 6 видов грибов и 68 видов животных (из них насекомых — 25, моллюсков —1, рыб — 5, земноводных — 1, пресмыкающихся — 1, птиц — 30 и млекопитающих — 5). Для ряда редких видов разработаны и проводятся биотехнические мероприятия в охранной зоне заповедника. В 2009 году в районе озера Холщовик протоки расчищены от древесно-кустарниковой и высокостебельной травянистой растительности на площади 3,7 га, что обеспечило возможность подхода рыб к местам нереста, в том числе и редких видов (подуст, берш). В 2014 году были установлены 4 платформы для гнездования крупных хищных птиц, в 2015 году одну из них заселил большой подорлик. В 2015 году развешено 10 искусственных гнездований для серой неясыти. Для сохранения популяции подкаменщика в р. Вишкиль на песчаных перекатах установлены дополнительные укрытия из кирпичей и камней.

### Редкие виды растений, грибов и животных, занесённые в Красную книгу Кировской области
|     | Вид                                                                          | Статус в Красной книге Кировской области | Участок «Нургуш» | Участок «Тулашор» |
| --- | ---------------------------------------------------------------------------- | ---------------------------------------- | ---------------- | ----------------- |
|     | Сосудистые растения                                                          |                                          |                  |                   |
| 1   | Гроздовник ромашколистный — Botrychium matricariifolium A.Br. ex Koch.       | I                                        | +                | -                 |
| 2   | Кувшинка четырёхгранная — Nymphaea tetragona Georgi                          | III                                      | +                | -                 |
| 3   | Василистник водосборолистный — Thalictrum aquilegifolium L.                  | III                                      | -                | +                 |
| 4   | Гвоздика Борбаша — Dianthus borbasii Vandas                                  | III                                      | +                | -                 |
| 5   | Вереск обыкновенный — Calluna vulgaris (L.) Hull                             | III                                      | +                | -                 |
| 6   | Двулепестник парижский — Circaea lutetiana L. s.l.                           | III                                      | +                | -                 |
| 7   | Вероника крапиволистная — Veronica urticifolia Jacq.                         | III                                      | -                | +                 |
| 8   | Мытник скипетровидный — Pedicularis sceptrum-carolinum L.                    | III                                      | +                | -                 |
| 9   | Венерин башмачок настоящий — Cypripedium calceolus L.                        | III                                      | +                | -                 |
| 10  | Калипсо луковичная — Calypso bulbosa (L.) Oakes                              | III                                      | +                | -                 |
| 11  | Кокушник длиннорогий — Gymnadenia conopsea (L.) R. Br.                       | III                                      | +                | +                 |
| 12  | Ладьян трёхнадрезный — Corallorhiza trifida Chatel.                          | III                                      | +                | +                 |
| 13  | Надбородник безлистный — Epipogium aphyllum Sw.                              | II                                       | +                | +                 |
| 14  | Пальцекорник пятнистый — Dactylorhiza maculata (L.) Soó                      | III                                      | +                | -                 |
| 15  | Пальцекорник Траунштейнера — Dactylorhiza traunsteineri (Saut.) ex Soó       | III                                      | +                | +                 |
| 16  | Тайник сердцелистный — Listera cordata (L.) ex R. Br.                        | III                                      | -                | +                 |
| 17  | Схизахна мозолистая — Schizachne callosa (Turcz. ex Griseb.) Ohwi            | III                                      | +                | -                 |
|     | Мхи                                                                          |                                          |                  |                   |
| 18  | Атрихум тоненький — Atrichum tenellum (Roehl.) B. S. G.                      | III                                      | +                | -                 |
| 19  | Атрихум желтоножковый — Atrichum flavisetum Mitt.                            | III                                      | -                | +                 |
| 20  | Буксбаумия безлистная — Buxbaumia aphylla Hedw.                              | III                                      | -                | +                 |
| 21  | Фиссиденс моховидный — Fissidens bryoides Hedw.                              | III                                      | +                | +                 |
| 22  | Неккера перистая — Neckera pennata Hedw.                                     | III                                      | +                | +                 |
|     | Лишайники                                                                    |                                          |                  |                   |
| 23  | Лобария легочная — Lobaria pulmonaria (L. ) Hoffm.                           | II                                       | +                | +                 |
| 24  | Рамалина волосовидная — Ramalina thrausta (Ach.) Nyl.                        | III                                      | +                | -                 |
| 25  | Рамалина притупленная — Ramalina obtusata (Arnold) Bitter.                   | III                                      | +                | -                 |
| 26  | Рамалина элегантная — Ramalina elegans (Bagl. et Carestia) Jatta.            | III                                      | +                | -                 |
|     | Грибы                                                                        |                                          |                  |                   |
| 27  | Гиропорус синеющий, синяк — Gyroporus cyanescens (Bull.) Quel.               | III                                      | +                | -                 |
| 28  | Рогатик пестиковый — Clavariadelphus pistillaris (L.) Donk.                  | III                                      | +                | -                 |
| 29  | Ежевик коралловидный — Hericium coralloides (Scop.) Pers.                    | III                                      | +                | +                 |
| 30  | Полипорус зонтичный, грифола зонтичная — Polyporus umbellatus (Pers.) Fr.    | III                                      | +                | -                 |
| 31  | Дождевик (головач) гигантский — Langermannia gigantea (Pers.) Rostk.         | IV                                       | +                | -                 |
| 32  | Мутинус собачий — Mutinus caninus (Huds.: Pers) Fr.                          | IV                                       | +                | -                 |
|     | Насекомые                                                                    |                                          |                  |                   |
| 33  | Цикада горная — Cicadetta montana (Scopoli, 1772)                            | III                                      | +                | -                 |
| 34  | Красотел бронзовый — Calosoma inquisitor (Linnaeus, 1758)                    | I                                        | +                | -                 |
| 35  | Жужелица Менетрие — Carabus menetriesi Faldermann, 1827                      | III                                      | +                | -                 |
| 36  | Жужелица Хеннинга — Carabus henningi Ficher von Waldheim, 1817               | III                                      | +                | -                 |
| 37  | Бомбардир Криницкого —Brachinus krynickiis Hardlička, 2003                   | III                                      | +                | -                 |
| 38  | Восковик-отшельник — Osmoderma barnabita Motschulsky, 1845                   | I                                        | +                | -                 |
| 39  | Бронзовка мраморная — Protaetia marmorata (Fabricius, 1792)                  | III                                      | +                | +                 |
| 40  | Бронзовка сомнительная — Protaetia fieberi (Kraatz, 1880)                    | III                                      | +                | -                 |
| 41  | Усач-дубильщик — Tragosoma depsarium (Linnaeus, 1767)                        | II                                       | +                | -                 |
| 42  | Лептура красногрудая — Macroleptura thoracica Creutzer, 1799                 | III                                      | +                | -                 |
| 43  | Аллостерна венгерская — Alosterna ingrica (Baechmann, 1902)                  | II                                       | +                | -                 |
| 44  | Усач тонконогий — Rhaphuma gracilipes (Faldermann, 1835)                     | III                                      | +                | -                 |
| 45  | Толстяк ивовый — Lamia textor (Linnaeus, 1758)                               | III                                      | +                | -                 |
| 46  | Усач дубовый желтополосый — Plagionotus arcuatus (Linnaeus, 1758)            | III                                      | +                | -                 |
| 47  | Мегахила шмелевидная — Megachile bombycina Radoszkowski, 1871                | III                                      | +                | -                 |
| 48  | Пчела-плотник — Xylocopa valga Gerstaecker, 1872                             | III                                      | +                | -                 |
| 49  | Шмель спорадичный —Bombus sporadicus Nylander, 1848                          | II                                       | +                | +                 |
| 50  | Аполлон — Parnassius apollo (Linnaeus, 1758)                                 | II                                       | +                | -                 |
| 51  | Мнемозина — Parnassius mnemosyne (Linnaeus, 1758)                            | III                                      | +                | -                 |
| 52  | Павлиноглазка малая — Eudia pavonia (Linnaeus, 1758)                         | III                                      | +                | -                 |
| 53  | Фердинандея медная — Ferdinandea cuprea (Scopoli, 1763)                      | III                                      | +                | -                 |
| 54  | Цериана конопсовидная — Ceriana conopsoides (Linnaeus, 1758)                 | III                                      | +                | -                 |
| 55  | Маллота трехцветная — Mallota tricolor Loew, 1871                            | III                                      | +                | -                 |
| 56  | Маллота мегилиформис — Mallota megilliformis (Fallén, 1817)                  | II                                       | +                | -                 |
| 57  | Шершневидка большая — Spilomia maxima Sack, 1910                             | II                                       | +                | -                 |
|     | Моллюски                                                                     |                                          |                  |                   |
| 58  | Кохлодина лямината — Cochlodina laminata (Montagu, 1803)                     | III                                      | +                | -                 |
|     | Рыбы                                                                         |                                          |                  |                   |
| 59  | Русский осетр — Acipenser gueldenstaedtii (Brandt, 1833)                     | I                                        | +                | -                 |
| 60  | Русская быстрянка — Alburnoides bipunctatus rossicus (Berg, 1924)            | III                                      | +                | +                 |
| 61  | Подуст — Chondrostoma nasus (Linnaeus, 1758)                                 | V                                        | +                | -                 |
| 62  | Берш — Stizostedion volgense (Gmelin, 1788)                                  | II                                       | +                | -                 |
| 63  | Обыкновенный подкаменщик — Cottus gobio (Linnaeus, 1758)                     | V                                        | +                | -                 |
|     | Земноводные                                                                  |                                          |                  |                   |
| 64  | Сибирский углозуб — Salamandrella keyserlingii (Dybowsky, 1870)              | III                                      | -                | +                 |
|     | Пресмыкающиеся                                                               |                                          |                  |                   |
| 65  | Медянка — Coronella austriaca (Laurenti, 1768)                               | III                                      | +                | -                 |
|     | Птицы                                                                        |                                          |                  |                   |
| 66  | Европейская чернозобая гагара — Gavia arctica (Linnaeus, 1758)               | III                                      | +                | -                 |
| 67  | Большая поганка или чомга — Podiceps cristatus (Linnaeus, 1758)              | V                                        | +                | -                 |
| 68  | Большая выпь — Botaurus stellaris (Linnaeus, 1758)                           | III                                      | +                | -                 |
| 69  | Белый аист — Ciconia ciconia (Linnaeus, 1758)                                | I                                        | +                | -                 |
| 70  | Чёрный аист — Ciconia nigra (Linnaeus, 1758)                                 | I                                        | +                | -                 |
| 71  | Краснозобая казарка — Branta ruficollis (Pallas, 1769)                       | III                                      | +                | -                 |
| 72  | Пискулька — Anser erythropus (Linnaeus, 1758)                                | II                                       | +                | -                 |
| 73  | Лебедь-кликун — Cygnus cygnus (Linnaeus, 1758)                               | IV                                       | +                | -                 |
| 74  | Лебедь-шипун — Cygnus olor (Gmelin, 1789)                                    | IV                                       | +                | -                 |
| 75  | Скопа — Pandion haliaetus (Linnaeus, 1758)                                   | II                                       | +                | -                 |
| 76  | Степной лунь — Circus macrourus (Gmelin, 1771)                               | III                                      | +                | -                 |
| 77  | Болотный лунь — Circus aeruginosus (Linnaeus, 1758)                          | V                                        | +                | -                 |
| 78  | Большой подорлик — Aquila clanga (Pallas, 1811)                              | II                                       | +                | +                 |
| 79  | Беркут — Aquila chrysaetos (Linnaeus, 1758)                                  | I                                        | +                | -                 |
| 80  | Орлан-белохвост — Haliaeetus albicilla (Linnaeus, 1758)                      | I                                        | +                | -                 |
| 81  | Среднерусская белая куропатка — Lagopus lagopus rossicus (Serebrovsky, 1926) | III                                      | -                | +                 |
| 82  | Пастушок — Rallus aquaticus (Linnaeus, 1758)                                 | III                                      | +                | -                 |
| 83  | Камышница — Gallinula chloropus (Linnaeus, 1758)                             | V                                        | +                | -                 |
| 84  | Ржанка золотистая — Pluvialis apricaria (Linnaeus, 1758)                     | III                                      | -                | +                 |
| 85  | Поручейник — Tringa stagnatilis (Bechstein, 1803)                            | III                                      | +                | -                 |
| 86  | Материковый кулик-сорока — Haematopus ostralegus longipes (Buturlin, 1910)   | III                                      | +                | -                 |
| 87  | Малая крачка — Sterna albifrons (Pallas, 1764)                               | III                                      | +                | -                 |
| 88  | Кольчатая горлица — Streptopelia decaocto (Frivaldszky, 1838)                | I                                        | +                | -                 |
| 89  | Филин — Bubo bubo (Linnaeus, 1758)                                           | II                                       | +                | +                 |
| 90  | Сплюшка — Otus scops (Linnaeus, 1758)                                        | IV                                       | -                | +                 |
| 91  | Серая неясыть — Strix aluco (Linnaeus, 1758)                                 | II                                       | +                | +                 |
| 92  | Бородатая неясыть — Strix nebulosa (Forster, 1772)                           | III                                      | +                | -                 |
| 93  | Обыкновенный зимородок — Alcedo atthis (Linnaeus, 1758)                      | III                                      | +                | -                 |
| 94  | Пёстрый дрозд — Zoothera dauma (Latham, 1790)                                | III                                      | +                | +                 |
| 95  | Обыкновенный серый сорокопут — Lanius excubitor excubitor (Linnaeus, 1758)   | III                                      | +                | -                 |
|     | Млекопитающие                                                                |                                          |                  |                   |
| 96  | Выхухоль — Desmana moschata (Linnaeus, 1758)                                 | I                                        | +                | -                 |
| 97  | Нетопырь Натузиуса — Pipistrellus nathusii (Keyserling et Blasius, 1839)     | V                                        | +                | -                 |
| 98  | Рыжая вечерница — Nyctalus noctula ( Schreber, 1774)                         | III                                      | +                | -                 |
| 99  | Европейская норка — Mustela lutreola (Linnaeus, 1761)                        | I                                        | +                | -                 |
| 100 | Европейский северный олень — Rangifer tarandus tarandus (Linnaeus, 1758)     | I                                        | -                | +                 |
|     | Всего на участках                                                            | 100                                      | 89               | 24                |

## Экологический туризм
Заповедник «Нургуш» является природоохранным, научно-исследовательским и эколого-просветительским учреждением. Территория заповедника имеет важное значние для сохранения биоразнообразия региона. В целях экологического образования и просвещения населения в охранной зоне заповедника проводятся экскурсии. Для посетителей по территории заповедника охранной зоне участка «Нургуш» проложены четыре экологические тропы общей протяжённостью 19 км. Экологическая тропа «В поисках тайны» длиной 9 км создана в 2013 году, проходит вдоль лесной дороги, соединяющей южную и северную части охранной зоны, и является продолжением экотроп «Заячья поляна», «Здравствуй, бобр!» и «Тропа Йети». С 2009 года начал работу музей заповедника «Нургуш». Зал «Единство с природой» насчитывает 80 этнографических и 36 естественнонаучных экспонатов. В экспозиции представлены предметы быта и орудия труда, сделанные из разных пород деревьев. С июня 2010 года открыт зал «Охота и рыбалка», где размещены старинные и браконьерские орудия лова. В 2011 года оформлена экспозиция «Старинные травники».